# Веселин Йосифов
Веселин Йосифов Колев е български писател, журналист, политик от БКП, заслужил деятел на културата (1972), народен деятел на изкуството и културата.

## Биография
Роден е на 21 юни 1920 г. в Чирпан в семейството на Йосиф Колев. Веселин Йосифов Колев е внук на революционера Кольо Ганчев. Завършва гимназия в Стара Загора. Завършва право в Софийския университет през 1945 г. и докато е студент се включва в активността на БОНСС. По време на Втората световна война е редактор на военни вестници. От 1945 г. е член на редакционната колегия на в. „Работническо дело“. По-късно е заместник главен редактор на в. „Литературен фронт“ (1952 – 1966) и на сп. „Наша родина“ (1966 – 1971). Бил е в редколегията на в. „Стършел“. През 1970 г. става главен редактор на в. „Антени“. В периода 3 май 1976 – 16 октомври 1986 г. е председател на Съюза на българските журналисти (СБЖ). Членува в Бюрото на СБЖ и е в Управителния съвет на Съюза на българските писатели.. През януари 1990 г. е изключен от СБЖ. От 1976 до 1990 г.е член на ЦК на БКП. През 1990 г. е изключен от БКП. Умира на 3 септември 1990 г. в София. Баща е на изкуствоведката Бисера Йосифова.

## Награди
- Лауреат на наградата „Воровски“, СССР
- Лауреат на наградата „Меринг“, ГДР
- Лауреат на Димитровска награда
- Герой на социалистическия труд на България

## Книги
- „Статии за български писатели“ (1958),
- „Съвременници“ (1963),
- „Прицели“ (1975),
- „Размисли и страсти: Избрани работи“ (1980),
- „От сряда до сряда“ (1982),
- „Приписки“ (1990).